# Верхняя Роганка
Верхняя Роганка (до 1923 хутор Роганский, в 1930-х — 1940-х Червона[я] Роганка) (укр. Верхня Роганка) — село,
Ольховский сельский совет,
Харьковский район,
Харьковская область, Украина.
Код КОАТУУ — 6325184003. Население по переписи 2001 года составляет 179 (78/101 м/ж) человек.
Народное название села - МОДР.

## Географическое положение
Село Верхняя Роганка находится на несколько километров ниже истока реки Роганка,
ниже по течению на расстоянии в 3 км расположено село Сороковка.

## История
- Согласно «Ведомости, исъ какихъ именно городовъ и уездовъ Харьковское наместничество составлено и сколько было въ нихъ душъ на 1779 годъ», выше по течению реки Рогань относительно села Рогань, за хутором Ольховым (позднее Ольховкой), также на правом берегу, располагался хутор Роганский (ныне село Верхняя Роганка), принадлежавший майору Мосцевому, с населением 9 «владельческих подданных» мужских душ.[4]
- В 1940 году, перед ВОВ, в Червоной Роганке были 29 дворов,[5] в примыкающей к ней с юга Лебединке — 39 домов.
- После ВОВ Красная Роганка и Лебединка были объединены в село Верхняя Роганка.

## Происхождение названия
- По расположению: выше по течению реки Роганки относительно сёл Малая и Большая Рогань.